# Смехач
«Смехач» — еженедельный литературно-художественный иллюстрированный сатирический журнал, который начал выходить в Москве и Ленинграде с февраля 1924 года вместо журнала «Дрезина». Журнал имел объём в среднем 16 страниц, содержащих цветные иллюстрации. Последним выпуском был № 48 за декабрь 1928 года. Преемником журнала «Смехач» стал журнал «Чудак».

## Основатели журнала
М. Кольцов, В. Маяковский, А. Безыменский, В. Лебедев-Кумач, М. Черемных, А. Радаков, Ив. Малютин, Б. Антоновский и другие.

### Ответственные редакторы
- А. С. Андрейчик
- И. М. Пирогов (с № 47 за 1926 год)
- А. Богдасаров (с № 25 за 1928 год)
- М. Е. Кольцов (с № 40 за 1928 год)

## Кредо журнала
Выражено в стихах «В бой!»:
Мы беспощадны в нашей борьбе.

Не отгрохочут наши мортиры!

Каждый наш враг

Попробует на себе

Ядра нашей сатиры.

Будем мы штопать сотни прорех.

Не отыскать защищающей брони,

Если штыки — ирония,

А батареи — смех.

## Задачи журнала
Редакция поставила свои задачи в рекламном объявлении о выходе журнала:
«Советская политика во всём многообразии её задаЧ

Массовые проблемы быта рабочих и крестьянствА

Европейские дела во всех оттенках и мненияХ

Хозяйственные вопросы в самом широком масштабЕ

Антирелигиозная пропаганда, как вызов всем религиям и богаМ

Честная, но беспощадная критика всех: их, нас и ваС».

## Реализация поставленных задач
Внимание к актуальным в те годы недостаткам: критика и разоблачение растратчиков, воров, спекулянтов, взяточников,
бюрократов, головотяпов, бесхозяйственных руководителей. В первом номере был опубликован фельетон Михаила Кольцова «Ленин и пошляки», а также стихи Владимира Маяковского «Ух, и весело!». Впоследствии практиковался выпуск специальных тематических номеров: «Жилищный», «Экономический», «Санитарный», «Модный», «Театральный», «Детский», «СССР через 70 лет» и т. д.
В журнале были организованы постоянные сатирические отделы, такие как «Палки в колёсах», «40 человек и 8 лошадей», «Тараканы в тесте», «Всякая буза» и прочие. Разделы писались по материалам рабкоровских писем и сигналов, не очень многочисленных, а также по заметкам советской прессы. В первые годы существовала «Страничка читателей», появлявшаяся нерегулярно, и содержавшая зачастую материалы профессиональных литераторов. На последней странице печатались рассказы о похождениях персонажа-маски Евлампия Надькина, выдержанные в сатирико-юмористическом ключе.
Также сотрудников журнала интересовала жизнь железнодорожников и связанные с ней проблемы и недостатки в организации рабочего кредита, нормирования труда, техники безопасности и прочие. Например, в 1927 году внутри журнала печатались еженедельные сатирические выпуски для железнодорожников: журнал «„Смехач“ на рельсах» и газета «„Смехач“ ускоренный».
Уделялось внимание международной сатире, и контрреволюционной деятельности врагов Советского государства.

## Авторы журнала

### Рисунки и карикатуры
Б. Антоновский, Л. Бродаты, Ю. Ганф, В. Дени, Н. Денисовский, М. Добужинский, Б. Ефимов, В. Козлинский, Кукрыниксы, В. Лебедев, Б. Малаховский, И. Малютин, А. Радаков, Н. Радлов, К. Рудакова, К. Ротов, В. Сварог, А. Успенский, В. Хвостенко, М. Храпковский, Б. Шемиот, Г. Эфрос, А. Юнгер и другие.